# 普安公主 (唐太宗)
普安公主（?—?），姓李，名不详。中国唐朝唐太宗李世民第八女，母不明，嫁给了史仁表，史仁表是唐朝建立之前，就归顺李氏家族的突厥族将军史大奈的儿子。普安公主生卒年不详，陪葬昭陵。